# Islamofobie

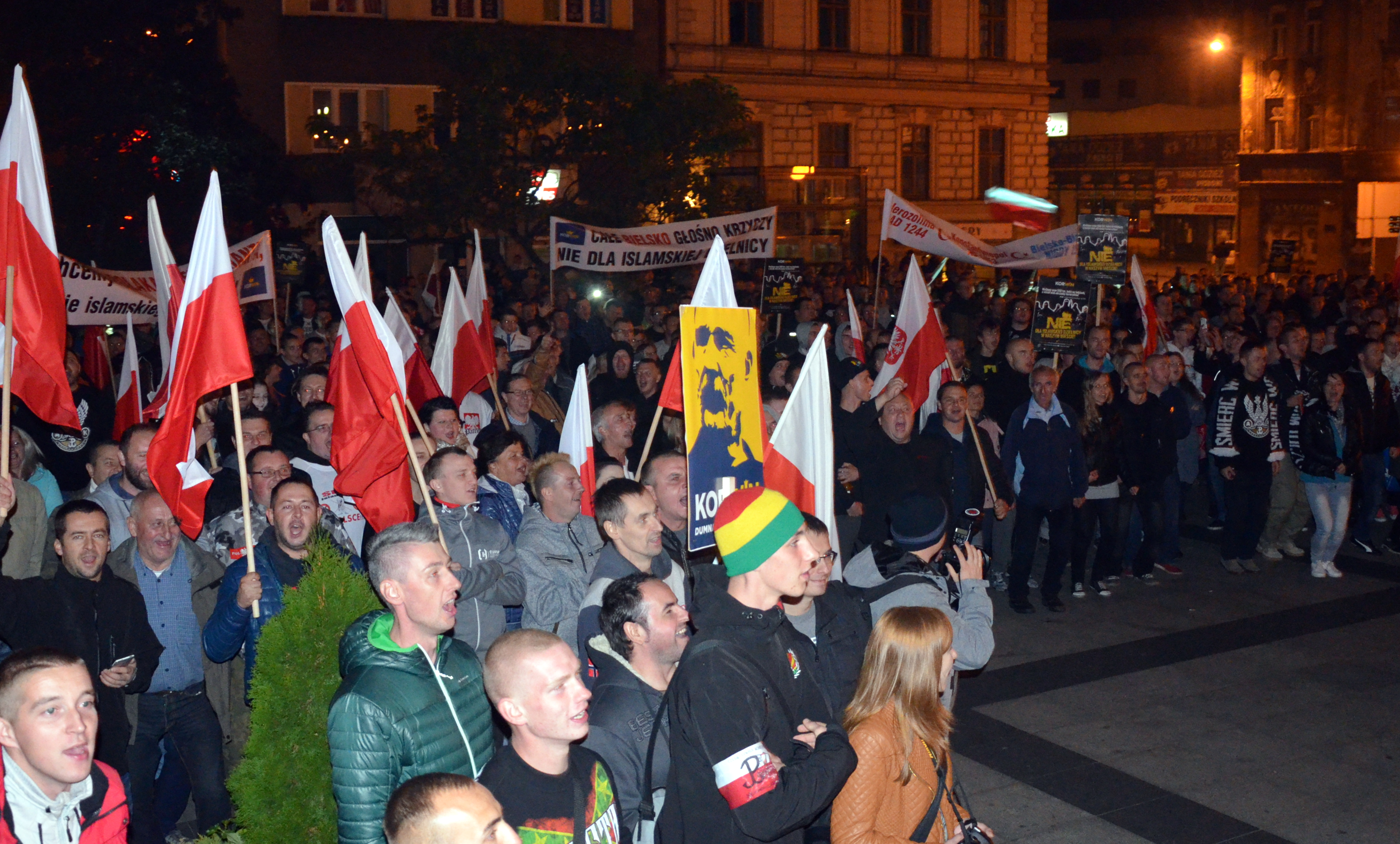
Anti-islam betoging in Polen in 2015

Islamofobie, of korter islamfobie, is een term gebruikt voor angst voor en afkeer van alles wat met de islam te maken heeft. Het betreft hier geen ware fobie in de medische zin. Gebruikers van deze term linken deze aan haat of vooroordelen jegens of discriminatie van moslims. Er bestaan verschillende definities van islamofobie.
Islamofobie is een grotere rol gaan spelen sinds de aanslagen op 11 september 2001, de dag van de aanslagen op onder andere het World Trade Center te New York.

## Karakteristieken
Er is geen eenduidige definitie van islamofobie. De definitie van islamofobie is veranderd in de loop van de jaren.

Het Europees Waarnemingscentrum voor racisme en vreemdelingenhaat EUMC definieert islamofobie als discriminatie van moslims: 
Uitingen van islamofobie variëren van verbale dreigingen tot fysieke agressie tegen mensen en hun eigendommen.
De Pakistaanse minister-president Imran Khan stelt islamofobie en blasfemie tegen binnen de islam heilige concepten, op één lijn. Groepen die ijveren tegen islamofobie, ijveren soms ook tegen godslastering, bijvoorbeeld de in 2020 verboden groep CCIF, die aanzette tot de onthoofding van de Franse leraar Samuel Paty.

## Kritiek
Tegenstanders van het gebruik van het begrip zien het als een manier om kritiek op de islam af te doen als overtrokken angst en de islam te vrijwaren van kritiek. Ook wijzen deze tegenstanders erop dat religieuze minderheden in islamitische landen doorgaans zwaarder te lijden hebben onder religieuze discriminatie dan moslims in westerse landen.
De Britse columniste Josie Appleton bracht haar kritiek op de definitie van de Runnymede Trust als volgt onder woorden:
Dit rapport spreekt over toenemende 'anti-moslim-vooroordelen' waartegen beleid zou moeten worden gemaakt. Maar in het hoofdstuk 'The nature of Islamophobia' worden vooroordelen wel erg breed opgevat – een voorbeeld van islamofobie zou onder meer zijn dat mensen de islam inferieur achten aan het Westen (in plaats van alleen maar 'anders'); dat zij de islam als één statisch blok zien (in plaats van gevarieerd en progressief); dat zij de islam als een vijand zien (in plaats van een partner om mee samen te werken). Dit leek mede gebaseerd op een soort overgevoeligheid, een neiging om elke kritiek op de islam de kop in te drukken. In plaats van met moslims in gesprek te gaan worden niet-moslims geacht moslims met fluwelen handschoenen aan te pakken, uit vrees hen te kwetsen.
Op gebruik van het begrip islamofobie wordt kritiek geleverd door diegenen die menen geen irrationele, maar juist rationele argumenten tegen de islamitische religie en haar uitwerking op de westerse wereld te hebben. Volgens enkele critici, zoals ex-politica Ayaan Hirsi Ali, Afshin Ellian en schrijver Leon de Winter, is islamofobie een mythe die kritiek op de islam in de weg staat. Rationele argumenten tegen de islam zouden gelijkgesteld worden met racisme, en zelfs de vrijheid van meningsuiting zou in het gedrang kunnen komen. Frank Bovenkerk noemt als belangrijkste bezwaar tegen het concept islamofobie het gevaar dat men degenen die openlijk kritiek op de islam uitoefenen de mond snoert door hen als islamofoob te brandmerken. Historicus Koen Vossen introduceerde in zijn boek "Rondom Wilders. Portret van de PVV" (2013) de term islam-alarmisme als mogelijk alternatief.
Andere tegenstanders van de term stellen dat islamofobie geen zelfstandig fenomeen is, maar slechts een ietwat aangepaste vorm van racisme, die daarom geen eigen categorisering zou behoeven. Critici van de term islamofobie stellen voorts dat zij met name tegenstander zijn van islamisme van extremistische moslims en dhimmitude en niet zozeer van de moslims zelf. Ayaan Hirsi Ali en de Amerikaanse schrijver Robert Spencer stellen dat er wel gematigde moslims bestaan, maar geen gematigde islam en dat fundamentalistische moslims een beroep kunnen doen op de Koran en Hadith om gematigde moslims aan te zetten tot extremisme en dus dat vrees voor de islam legitiem is.

## Nederland
Volgens een onderzoek van marktonderzoeksbureau Motivaction medio (2006) is de helft van alle Nederlanders islamofoob, omdat "ze bang zijn voor de invloed van moslims op de samenleving en de islam afkeuren". De islam staat niet voor vrede, vindt 43%, en volgens 63% is de islam onverenigbaar met het moderne leven in Europa. Tegelijkertijd zegt 73% van de Nederlanders niet racistisch te zijn en verklaren veruit de meeste mensen dat ze voorstander zijn van een multiculturele samenleving. Bijna 80% van de ondervraagden noemt de situatie tussen de verschillende culturen gespannen.
Een onderzoek uit maart 2008 van het Historisch Nieuwsblad wijst uit dat meer dan de helft van de Nederlanders de islam een bedreiging vindt van de Nederlandse identiteit.
In december 2008 berichtte de Monitor Racisme & Extremisme, een doorlopend wetenschappelijk onderzoek van de Universiteit van Leiden en de Anne Frank Stichting, dat in Nederland het probleem van islamofobie aanzienlijk groter zou zijn geworden. Dat betrof dan niet alleen het negatieve opinieklimaat over moslims, maar ook het toegenomen geweld tegen deze gemeenschap en het meer gedogen van tegen moslims gerichte uitingsdelicten.

### Politieke discussie
Er is discussie over welke politieke partijen en politici islamofoob zijn. Kritiek op de islam door een partij of politicus hoeft niet noodzakelijkerwijs irrationeel te zijn en evenmin altijd op xenofobe gronden te berusten.
In Nederland wordt de politieke discussie over de islam hevig gevoerd, onder andere door de PVV van Geert Wilders.

## België

### Politiek
In Vlaanderen roeren vooral het Vlaams Belang (voorheen het Vlaams Blok) en in iets mindere mate de N-VA zich in het debat over de islam.
In 2012 dienden senatoren Bert Anciaux (sp.a), Fauzaya Talhaoui (sp.a), Freya Piryns (Groen), Ahmed Laaouej (PS), Richard Miller (MR) en Zakia Khattabi (Ecolo) een voorstel van resolutie in betreffende de strijd tegen islamofobie. Het voorstel gaat uit van een stijging van de islamofobie in België en Europa. Het doel is om islamofobie te bestrijden. Het voorstel gebruikt de definitie van de Runnymede Trust.

## Andere landen
In Frankrijk ontbond het Collectif contre l’Islamophobie en France (CCIF) in december 2020 zichzelf, voordat de regering een gelijkaardig voornemen kon uitvoeren, in de aanloop naar een wet ter versterking van de republikeinse principes. In België kreeg de tegenhanger, Collectif contre l’Islamophobie en Belgique (CCIB, ondertussen Collectif pour l'inclusion et contre l'islamophobie en Belgique, CIIB) echter een overheidssubsidie.